# بالاتر از کشتن (بازی ویدئویی ۲۰۱۱)
بالاتر از کشتن (انگلیسی: Overkill) یک بازی ویدئویی تیراندازی اول شخص تک‌نفره و چندنفره برای سکوهای آی‌اواس و اندروید می‌باشد که توسط کارنه‌بال استودیو توسعه و نشر پیدا کرده است.
این بازی اولین بار به در ۱۷ مارس ۲۰۱۱ و به صورت توزیع دیجیتال منتشر شد.
بالاتر از کشتن تا کنون بیش از ۱۲ میلیون بار دانلود شده است.

## ادامه
بالاتر از کشتن ۲، قسمت دوم این بازی است که در سال ۲۰۱۳ منتشر شده است.